# Jan Janowicz
Jan Janowicz (ur. 27 maja 1893 w majątku Giełucie k. Kowna, powiat szawelski, zm. 16 stycznia 1964 w Warszawie) – polski lekarz, chirurg i urolog, pionier powojennej medycyny w Olsztynie. 

## Życiorys

### Dom rodzinny i wykształcenie
Urodził się w rodzinie Marcjana i Krystyny z Butkiewiczów. Ojciec ukończył studia w Instytucie Leśnictwa w Petersburgu z dyplomem inżyniera leśnika, pracował jako zarządca folwarków i lasów prywatnych, a następnie został przedsiębiorcą; wzbogacał się także dzięki dobrze prosperującemu własnemu majątkowi ziemskiemu Giełucie, który przejął po śmierci brata żony Kazimierza Butkiewicza i z powodzeniem wprowadzał nowe inwestycje. Doczekał się pięciorga dzieci – synów Stefana, Jana, Kazimierza i Ludwika oraz córki Marii. Jego bliski krewny (stryjeczny brat) Ludwik Janowicz (1858–1902) działał w antycarskim ruchu rewolucyjnym (pod ps. Konrad), współpracując blisko z Ludwikiem Waryńskim w partii Proletariat.
Jan Janowicz nauki początkowe pobierał w domu, prywatnie kształcąc się także w grze na skrzypcach. Do szkół średnich uczęszczał w Smoleńsku i Szawlach, egzamin dojrzałości składając w Gimnazjum Klasycznym w Szawlach w 1913. W tymże roku rozpoczął studia na Wydziale Medycznym Uniwersytetu Jurjewskiego w Dorpacie. Jako student od 1916 pracował w Klinice Chirurgii przy tej uczelni pod kierunkiem profesora M. I. Rostowcewa.

### Lekarz wojskowy
Studia przerwało Janowiczowi wcielenie do wojska rosyjskiego wiosną 1917; skierowany na front rumuński, służył jako lekarz batalionowy 195 pułku piechoty. W listopadzie 1917 Janowicz wstąpił do I Korpusu Polskiego pod dowództwem generała Józefa Dowbora-Muśnickiego i do chwili rozbrojenia tego zgrupowania przez Niemców (w kwietniu 1918) pełnił obowiązki lekarza 7 pułku 2 Dywizji, stacjonującego w Bobrujsku. Wiosną 1918 na krótki czas powrócił do rodzinnego majątku. Po odzyskaniu przez Polskę niepodległości został lekarzem w Wojsku Polskim. Służbę pełnił kolejno w Batalionie Kowieńskim, 1 Dywizji Litewsko-Białoruskiej, batalionie radiowo-telegraficznym w Warszawie, 106 pułku piechoty, 211 pułku ułanów, wreszcie w wileńskim Szpitalu Garnizonowym, gdzie był młodszym ordynatorem oddziału chirurgicznego. W 1920 nostryfikował w Polsce dyplom lekarski. Był w tymże roku ranny w czasie działań wojennych, pod Lwowem otrzymał postrzał w lewe podudzie. Dwukrotnie został odznaczony Krzyżem Walecznych (1921, 1922).

### Lata wileńskie
22 lutego 1922 na własną prośbę Janowicz przeszedł do rezerwy w stopniu kapitana-lekarza. Osiadł w Wilnie, gdzie podjął pracę w Szpitalu Kolejowym na Wilczej Łapie; do wybuchu II wojny światowej był tam kolejno młodszym ordynatorem i starszym ordynatorem oddziału chirurgicznego. 11 lipca 1925 na Uniwersytecie Warszawskim uzyskał dyplom doktora wszech nauk lekarskich. Doskonalił się w pracy zawodowej w kraju, pod kierunkiem profesora Zygmunta Radlińskiego, jak i poza granicami – w Paryżu, Berlinie, Londynie, Heidelbergu. W 1930 odbył staż w zakresie chirurgii w Berlinie u Ernsta Ferdinada Sauerbrucha, natomiast w Paryżu dwukrotnie – w 1930 i 1935 – doskonalił swoje umiejętności w dziedzinie urologii operacyjnej u profesora Jeana Baptiste Mariona. Janowicz, obok Kornela Michejdy, stał się jednym z prekursorów wileńskiej urologii; założył i w latach 1925–1941 kierował ambulatorium i oddziałem urologicznym Szpitala „Sawicz” w Wilnie.
W 1928, wspólnie z m.in. internistą Karolem Kisielem, chirurgiem Władysławem Żemojtelem, ginekologami Jerzym Dobrzańskim, Karnickim i Aliną Erdmanową, pediatrą Eugeniuszem Iszorą, otolaryngologiem Czesławem Czarnowskim, bakteriologiem Heleną Kulikowską oraz okulistą Ignacym Abramowiczem, założył w Wilnie Poradnię Lekarzy Specjalistów (przy ulicy Garbarskiej). Ustalona tam cena – 3 złote za poradę – pozwoliła na korzystanie z usług poradni przez osoby niezamożne. Z Aliną Erdmanową Janowicz współpracował również w prowadzonej wspólnie prywatnej klinice wileńskiej przy Alei Róż; ponadto operował w innych placówkach i udzielał porad prywatnie, w zakresie chirurgii ogólnej i urologii.

### W czasie II wojny światowej
We wrześniu 1939 został zmobilizowany i ponownie objął funkcję ordynatora oddziału chirurgicznego Szpitala Garnizonowego w Wilnie; 18 września tegoż roku, po wkroczeniu do miasta Armii Radzieckiej, powrócił do pracy w Szpitalu Kolejowym. W 1940 był aresztowany przez NKWD i osadzony w więzieniu na Łukiszkach; liczne wyjazdy zagraniczne, jakie w celach naukowych i wypoczynkowo-turystycznych podejmował w okresie międzywojennym, wykorzystano do wysunięcia przeciw Janowiczowi zarzutu szpiegostwa, został jednak zwolniony z więzienia po interwencji żony. Od 1941 pozostawał bez stałego zatrudnienia i praktykował prywatnie; udzielał m.in. pomocy medycznej żołnierzom polskiego podziemia, będąc razem z Jerzym Dobrzańskim lekarzem Armii Krajowej okręgu wileńskiego. Kilka lat później, w czasie Akcji „Burza”, prowadził szpital polowy w Kolonii Wileńskiej, gdzie operował polskich rannych.
W nocy z 16 na 17 września 1943 został aresztowany przez Niemców; był wśród 100 zakładników, przedstawicieli polskiej wileńskiej inteligencji, zatrzymanych po zabójstwie litewskiego kolaboranta, inspektora policji kryminalnej Marianasa Padabasa. Dziesięcioro wybranych losowo zakładników, m.in. profesora onkologii Kazimierza Pelczara, adwokata Mieczysława Engiela, profesora prawa skarbowego Mieczysława Gutkowskiego, rozstrzelano w Ponarach, a pozostałych, w tym doktora Janowicza, skierowano do obozu koncentracyjnego w Proweniszkach koło Kowna. Stamtąd zwolniono go po staraniach rodziny i skierowano ponownie do pracy w Wilnie. Został ordynatorem w szpitalu litewskich linii kolejowych, pozostającym pod nadzorem Niemców.
Z okresu pracy w tym szpitalu pochodzi zdarzenie, charakterystyczne dla postawy etycznej Janowicza. W kolumnie żydowskich więźniów, prowadzonych na egzekucję z getta na Ponary, lekarz zauważył starszego człowieka, którego tydzień wcześniej operował na prostatę. Janowicz zwrócił uwagę strażnikowi, że pacjent ten nie jest w stanie sam iść, nie ma po operacji zdjętych szwów ani wyjętych drenów; strażnik w odpowiedzi polecił Janowiczowi dołączyć do kolumny i wziąć bronionego człowieka na plecy. Janowicza, który wykonał polecenie, z miejsca straceń uratował dopiero niemiecki zwierzchnik szpitala, zawiadomiony przez świadka zajścia – pielęgniarkę. Wierność ideałom lekarskim Janowicz postrzegał również w niesieniu pomocy medycznej żołnierzom niemieckim, także latem 1944, kiedy toczyły się walki o Wilno z Rosjanami, a sam lekarz wraz z rodziną ukrywał się przed działaniami wojennymi. W czerwcu 1944, po ponownym wejściu Armii Czerwonej do Wilna, Janowicz powrócił do pracy na stanowisku ordynatora chirurgii w szpitalu kolejowym i pozostawał na nim do chwili przymusowego wysiedlenia wraz z innymi tutejszymi Polakami.

### W Olsztynie
Opuścił Wilno z rodziną w lutym 1945 w czwartym transporcie Polaków; po tygodniowej podróży znalazł się w Białymstoku, gdzie 6 marca tegoż roku został ordynatorem oddziału chirurgicznego szpitala kolejowego. Dwa miesiące później przeniesiono Janowicza służbowo do Olsztyna i powierzono funkcję ordynatora chirurgii trzech szpitali – kolejowego, Wojewódzkiego Urzędu Bezpieczeństwa Publicznego (polikliniki) i wojewódzkiego (Mariackiego, późniejszy Szpital Miejski). Do jego zadań należało zorganizowanie tych oddziałów, zatrudnienie personelu pomocniczego, starania o sprzęt, narzędzia chirurgiczne, pościel, bieliznę; poza pracą organizacyjną aktywnie wykonywał obowiązki lekarskie. Resort zdrowia powierzył mu funkcję wojewódzkiego konsultanta ds. chirurgii i przewodniczącego zespołu konsultantów; w tym charakterze przystąpił do organizacji oddziałów chirurgicznych w szpitalach powiatowych. W Olsztynie zainicjował działanie kilku nowych oddziałów specjalistycznych – chirurgii dziecięcej, chirurgii urazowo-ortopedycznej, chirurgii urologicznej, torakochirurgii, leczenia gruźlicy kostno-stawowej. Z polikliniką Janowicz był związany do 1954, ze szpitalem kolejowym i Mariackim – do końca życia.
Pod kierunkiem Jana Janowicza podnosiło swoje kwalifikacje w Olsztynie około 150 lekarzy; historyk medycyny Andrzej Skrobacki określił to grono mianem „szkoły Janowicza”, zaliczając doń znanych olsztyńskich lekarzy, m.in. Mieczysława Pimpickiego, Jana Rymiana, Tadeusza Kołodziejczyka, Jana Chmiela, Mieczysława Szwałkiewicza, Zygmunta Krassowskiego, Mieczysława Żełudziewicza, Bohdana Tallata-Kiełpisza, Henryka Dawnisa, Marię Natalię Świetlikową, Stanisława Niepsuja. Sam Janowicz uważał siebie przede wszystkim za lekarza-praktyka; nie chcąc przerywać pracy chirurga w Olsztynie, odmówił przyjęcia propozycji objęcia stanowiska dydaktycznego na białostockiej Akademii Medycznej.

### Publikacje naukowe
Na podstawie zaobserwowanych przypadków ogłaszał prace naukowe; po II wojnie światowej ukazało się ich pięć, na łamach „Polskiego Tygodnika Lekarskiego” i „Polskiego Przeglądu Chirurgicznego”: Wyleczony przypadek ropowicy żołądka, dwunastnicy i jelita czczego („Polski Tygodnik Lekarski”, 1952, nr 45, współautor S. Flis), Przyczynek do urazów operacyjnych moczowodów i pęcherza moczowego („Polski Tygodnik Lekarski”, 1954, nr 39), Przyczynek do operacyjnego leczenia wypadania odbytu i odbytnicy („Polski Przegląd Chirurgiczny”, 1955, nr 12, współautor E. Weiss), Przyczynek do operacyjnego leczenia niedrożności zrostowej jelit („Polski Przegląd Chirurgiczny”, 1957, nr 5, współautor A. Terajewicz), Pourazowe zamknięte uszkodzenie oskrzeli („Polski Tygodnik Lekarski”, 1958, nr 39, współautor E. Weiss).

### Działalność stowarzyszeniowa. Żeglarstwo. Życie kulturalne
Janowicz działał w organizacjach lekarskich. Przewodniczył oddziałowi olsztyńskiemu Polskiego Towarzystwa Lekarskiego, które 26 października 1956 nadało mu tytuł członka honorowego. Członkostwo honorowe otrzymał również od Towarzystwa Chirurgów Polskich (23 października 1960), będąc pierwszym wyróżnionym w ten sposób lekarzem praktykiem, bez tytułu naukowego. Należał ponadto do Międzynarodowego Towarzystwa Chirurgów oraz Polskiego Towarzystwa Urologicznego (od początku jego istnienia).
Pozamedyczne zainteresowania Janowicza wiązały się przede wszystkim z żeglarstwem. W Wilnie należał do Ligi Kolonialnej i Morskiej, żeglarstwo śródlądowe uprawiał na Jeziorze Trockim, posiadał także dyplom kapitana żeglugi wielkiej. Uczestniczył w pierwszych wyprawach wilnian do portów nadbałtyckich, m.in. w lipcu 1927 na pokładzie jachtu „Carmen” z Gdyni do portów niemieckich, szwedzkich i duńskich (dowodził inny lekarz Czesław Czarnowski) czy latem 1932 na „Jurandzie” do fiordów Norwegii (ponownie dowodził Czarnowski, Janowicz pełnił obowiązki pierwszego oficera). Z czasów tych wypraw pochodził pseudonim lekarza – Żano, którym posługiwał się dla odróżnienia od innych uczestniczących w rejsach Janów. Po wojnie Janowicz należał do Polskiego Yacht-Clubu i był członkiem zarządu Ligi Morskiej. Działał również w olsztyńskim Automobilklubie, uczestniczył w wycieczkach pieszych, spływach kajakowych, biwakach. Uprawiał ślizgi na pierwszym w Olsztynie bojerze.
Janowicz był również miłośnikiem kultury. Jego wileńska willa gościła w okresie międzywojennym i w czasie okupacji wielu artystów, koncertował tu pianista Stanisław Szpinalski, występował aktor Ludwik Sempoliński. W ramach tajnego nauczania odbywały się w mieszkaniu Janowicza wykłady i egzaminy konspiracyjnej szkoły teatralnej Czesława Szpakowicza. Ze stypendium, ufundowanego przez lekarza, korzystał m.in. rzeźbiarz Borys Michałowski, po wojnie profesor Wyższej Szkoły Sztuk Plastycznych we Wrocławiu.
Z zaangażowania publicznego Janowicza można wymienić podpisanie przez niego protestu (1932) w obronie działaczy lewicy, skazanych w procesie brzeskim; kosztowało go to karę administracyjną obniżenia uposażenia o jeden szczebel oraz odebranie Krzyża Walecznych.

### Odznaczenia i wyróżnienia
Poza wspomnianym Krzyżem Walecznych Janowicz odznaczony został m.in. Brązowym Medalem Za Długoletnią Służbę w Dyrekcji Okręgowej Kolei Państwowych w Wilnie (1938), Złotym Krzyżem Zasługi (1946), odznaką honorową „Za wzorową pracę w służbie zdrowia” (1951), Krzyżem Kawalerskim Orderu Odrodzenia Polski (1954), Medalem 10-lecia Polski Ludowej (1955), Orderem Sztandaru Pracy II klasy (1961). Szczególne i nietypowe wyróżnienie spotkało go w 1956 – uchwałą Prezydium Wojewódzkiej Rady Narodowej w Olsztynie z 7 grudnia tegoż roku, na 40-lecie pracy zawodowej i 10-lecie pracy na terenie województwa olsztyńskiego, przyznano Janowiczowi na własność samochód (znany wśród ówczesnych olsztynian wiśniowy wartburg).
Jan Janowicz zmarł po długiej i ciężkiej chorobie w styczniu 1964 w Warszawie. Pochowany został na cmentarzu komunalnym w Olsztynie (przy ulicy Poprzecznej), a w pogrzebie uczestniczyło kilka tysięcy mieszkańców miasta, z czego wielu było pacjentami zmarłego. 

## Upamiętnienie
11 grudnia 1975 ku jego czci odsłonięto tablicę pamiątkową w Szpitalu Wojewódzkim w Olsztynie; w styczniu 1977 świetlicę Szpitala Miejskiego (dawnego Mariackiego) przemianowano na salę imienia doktora Jana Janowicza, z popiersiem patrona dłuta Balbiny Świtycz-Widackiej. Tablicę, upamiętniającą pionierów kolejowej służby zdrowia w powojennym Olsztynie (obok Janowicza wymieniono Stanisława Flisa, Alinę Erdmanową i Floriana Piotrowskiego), odsłonięto z kolei w 1995 w drugim olsztyńskim Szpitalu Miejskim (dawnym kolejowym). Imię Janowicza nadano jednej z olsztyńskich ulic, a za patrona przyjęło go także Koło Polskiego Towarzystwa Lekarskiego w Szczytnie.

## Opinie o Janie Janowiczu
Inni lekarze wysoko cenili zarówno jego umiejętności diagnostyczne i manualne, jak i postawę etyczną. Mieczysław Pimpicki określił Janowicza mianem „Paganiniego skalpela”, a zarazem scharakteryzował go jako „lekarza wielkiego serca”, „człowieka bardzo uczuciowego, troskliwego, współczującego”, który „umiał wyobrazić siebie w roli zbolałego pacjenta”. Kazimierz Sobczyk, ordynator pediatrii w Szpitalu Powiatowym w Bartoszycach, który miał okazję współpracować z Janowiczem jako stażysta w Szpitalu Wojewódzkim w 1962, tak charakteryzował przełożonego: „Darzyliśmy go ogromnym szacunkiem, a on nas traktował bardzo poważnie jako swoich kolegów. Miał wspaniały dar nauczania, cierpliwie tłumaczył, cop i jak robić. Dużo czasu poświęcał nam, młodym. Cenił obowiązkowość, nigdy się nie spóźniał. – Punktualność to dla królów tylko grzeczność – powiadał – ale dla lekarza – obowiązek”. Andrzej Skrobacki (lekarz analityk, historyk medycyny): „W swojej pracy i w stosunku do chorych osiągnął wzór lekarza. Jego sława jako lekarza-praktyka, diagnosty i chirurga przetrwała we wspomnieniach pacjentów i lekarzy”. Zenobiusz Bednarski (ftyzjatra, historyk medycyny): „Działalność doktora Janowicza można określić jako dążenie do unowocześnienia leczenia chirurgicznego na Warmii i Mazurach, co mu się udało”.

## Rodzina
Janowicz był dwukrotnie żonaty; pierwsza żona, Jadwiga Cumft, pochodziła z rodziny dawnych szwajcarskich emigrantów kalwińskich, którzy znaleźli schronienie w radziwiłłowskim Nieświeżu. Studiowała sztuki piękne w Moskwie, potem ukończyła studia na Wydziale Architektury Politechniki Warszawskiej. Zmarła tragicznie w latach 20. W 1930 Janowicz poślubił Larysę z Chrzanowskich (ur. 3 października 1908 w Zaświczu), córkę Eugeniusza i Wiery z domu Mikowanowej, z prawosławnej rodziny ziemiańskiej. Żona towarzyszyła Janowiczowi w wyprawach żeglarskich, w czasie wojny pracowała razem z nim w polowym szpitalu jako pielęgniarka, po wojnie była w Olsztynie laborantką.
Z pierwszego małżeństwa miał córkę Danutę, z drugiego córkę Sylwię i syna Mariusza. Danuta, po mężu Pogorzelska (ur. 21 listopada 1920 w Warszawie, zm. 16 kwietnia 2009) w 1939 rozpoczęła studia na Wydziale Sztuk Pięknych Uniwersytetu Stefana Batorego w Wilnie, po wojnie ukończyła warszawską Akademię Sztuk Pięknych (1954) i pracowała jako scenograf w Teatrze Powszechnym w Warszawie. W latach 1958–1968 była scenografem Teatru im. Stefana Jaracza w Olsztynie i stworzyła wówczas przeszło 60 scenografii, m.in. do Sprytnej wdówki Goldoniego (1958), Tramwaju zwanego pożądaniem Williamsa (1959), Poskromienia złośnicy Szekspira (1960), Burzliwego życia Lejzorka Rojtszwanca Erenburga (1962), Igraszek z diabłem Drdy, Kartoteki Różewicza. Prowadziła również studium teatroznawcze przy Teatrze Jaracza oraz zajmowała się działalnością popularyzatorską w ramach Towarzystwa Wiedzy Powszechnej. Z małżeństwa z prawnikiem Janem Pogorzelskim miała córkę, również Danutę (ur. 1955), dziennikarkę „Warmii i Mazur” i „Dziennika Pojezierza”.
Córka Sylwia, po mężu Lachnitt (ur. 1931 w Wilnie), studiowała na Wydziale Dramaturgii Wyższej Szkoły Teatralnej w Warszawie. W latach 1958–1960, za dyrekcji Aleksandra Sewruka, była kierownikiem literackim olsztyńskiego Teatru im. Jaracza. Później pracowała w Trójmieście, gdzie jej mąż Walerian Lachnitt był reżyserem i kierownikiem artystycznym Teatru Ziemi Gdańskiej.
Syn Mariusz (ur. 1933 w Wilnie) ukończył Wyższą Szkołę Rolniczą w Olsztynie i pracował jako asystent w Zakładzie Biochemii na Wydziale Zootechnicznym tej uczelni. Zginął 31 grudnia 1960 w Tatrach, przysypany lawiną. Był żonaty (Krystyna, autorka podręcznika Zarys anatomii zwierząt domowych, w 1970 doktoryzowała się na Wydziale Zootechnicznym Wyższej Szkoły Rolniczej w Olsztynie pod kierunkiem profesora Roberta Towarnickiego), miał dwie córki; Karin i Agnieszkę.